# NTI-skolan
NTI-skolan är en skola inom Academediakoncernen som bedriver vuxenutbildning på gymnasial och grundläggande nivå samt Svenska för invandrare. Verksamheten har sitt säte i Stockholm.

## Historik
NTI  är en förkortning av Nordens Tekniker Institut och grundades 1968 av Mikael Elias och är ett av de äldsta privata utbildningsföretagen i Sverige. Fram till år 1993 verkade NTI främst som ett korrespondensinstitut och hade framför allt olika tekniska utbildningar på motsvarande gymnasial nivå. Målgruppen var privatpersoner som själva finansierade sina utbildningar.
Sedan 2007 är NTI en del av Academedia och verksamheten är uppdelad på flera olika enheter.
Varumärket NTI-skolan är sedan slutet av 00-talet enbart förknippat med vuxenutbildningen och inte med NTI-gymnasiet som är en parallell verksamhet inom Academedia.

## Undervisning
NTI-skolan har främst riktat in sig på distansundervisning som erbjuds i flera av Sveriges kommuner. Lärarna är då placerade i Umeå och Stockholm. För att studera på NTI-skolan så måste du vara folkbokförd i en svensk kommun men du kan studera varifrån du vill i världen. Du bestämmer själv vilka tider du vill studera på, all undervisning är på distans. Det digitala klassrummet är online och du har kontakt med din lärare via mejl, telefon och skype (eller liknande). 